# Van Heeckeren

Geslachtswapen (1814)

Van Heeckeren (ook: Van Broeckhuysen van Heeckeren van Brandsenburg, Van Heeckeren van Brandsenburg, Van Heeckeren van Enghuizen, Van Heeckeren van Kell, Van Heeckeren van Molecaten, Van Heeckeren tot Overlaer, Van Heeckeren van Waliën) is een oud-adellijk geslacht uit Gelderland. In 1814 en 1815 werd een aantal leden benoemd in de nieuwe ridderschappen van Gelderland en Utrecht waarmee zij en hun nageslacht tot de adel van het (Verenigd) Koninkrijk der Nederlanden gingen behoren. In 1819 vond bij Koninklijk Besluit erkenning plaats van de titel van baron voor alle leden van het geslacht en hun nakomelingen in mannelijke lijn.

## Geschiedenis

### Stamouders
Een bewezen stamvader van het geslacht Van Heeckeren is Jacob van Heker, heer van Roderlo, die in 1440 overleed, stammoeder is Bertha of Beerte Dericksdochter van Ampsen, vrouwe van Olden Ampsen, geboren 1365 te Lochem, beleend met het goed Van Ampsen en de hoff te Swijp. De naam Jacob van Heeker is gevonden in archieven, voor het eerst in 1380. Tussen hem en de vermogende Bertha van Ampsen (1365 - † na 2 juli 1424 en voor 1428) werd een strategisch huwelijk gesloten. Van Ampsen was voorheen gehuwd met Rolof van Holthusen, heer van Ruurlo, die haar in 1389 lijftochtte (het vruchtgebruik gaf) aan de (lage) heerlijkheid Ruurlo. Uit de leenregisters van het kwartier Zutphen blijkt dat Roelof van Holthuizen in 1404 kinderloos was overleden en dat Bertha van Ampsen vóór 1412 hertrouwd was met Jacob van Heker. Door dit huwelijk kon Jacob 26 juli 1420 leenheer van Ruurlo worden nadat hij het op 14 mei 1420, nog bij leven van Bertha, had gekocht van Johan van Hekeren (van Wissink) en diens zoon Henric. Er is geen familieverband tussen koper en verkoper. Johan van Hekeren was een neef en erfgenaam van Rolof van Holthusen. Jacob woonde reeds vóórdat hij het goed aankocht op Roderlo, in 1417 stuurde de stad Zutphen een bode naar Jacob van Hekeren toe Roederlo. Beiden kregen vier kinderen, Willem, IJda, Dirk (Derich) en Evert.
Nadat Van Ampsen was overleden huwde hij op 21 januari 1428 voor de tweede maal, met Elisabeth (Lijsen of Lijsbeth) van Keppel gen. Oolde.
Na de dood van Jacob in 1440 werd zijn zoon Evert als minderjarige beleend met Roderlo. Hij huwde op 3 augustus 1458 met Eylarda van Metelen, vrouwe van Nettelhorst (?-1509), dochter van Hendrik, heer van Nettelhorst. In 1465 verkreeg hij zo Nettelhorst. Hij was drost en richter van Borculo. Hij was aanhanger van het stamhuis van de Gelderse hertogen en tegen de Bourgondische en Oostenrijkse annexatie. In de strijd tussen hertog Arnold van Egmont van Gelre en zijn zoon Adolf van Egmont koos Evert voor zoon Adolf.
Ruurlo bleef vanaf de aanschaf in 1420 door de stamvader tot 1977, met een onderbreking tussen 1686 en 1727, in handen van het geslacht. Ook andere huizen kwamen in de loop der eeuwen in het geslacht waarna takken naar die huizen genoemd werden; in een aantal gevallen werden de namen van de huizen aan de geslachtsnaam toegevoegd waardoor de dubbele geslachtsnamen ontstonden.

### Bestuurders
Door het vermogen dat Bertha van Ampsen inbracht kon het goed Roderlo/Ruurlo worden aangekocht. Daarmee werd de basis gelegd voor bezittingen in het gewest Gelderland, die later door verdere slimme huwelijkspolitiek nog werd vergroot. Van de 16e tot de 18e eeuw zetelden leden van het geslacht daardoor tevens in de (oude) ridderschappen, terwijl verschillende leden de hoogste post van landdrost bekleedden. Aangezien hun bezittingen vooral in Gelderland gelegen waren, maakten zij daar deel uit van de bestuurlijke elite, terwijl leden tevens als gedeputeerden ter Staten-Generaal invloed uitoefenden op het nationaal beleid. Al voor de totstandkoming van het koninkrijk der Nederlanden waren zij burgemeesters in de regio, met een nadruk op Zutphen. De eisen die aan het lidmaatschap van de ridderschappen werden gesteld, impliceerden dat adellijke huwelijken werden aangegaan en adellijke bezittingen werden verworven.
In het koninkrijk werden vele leden benoemd in de nieuwe ridderschappen die tot 1850 nog een politieke functie hadden, via afgevaardigden in Provinciale Staten, in de samenstelling van de nationale Eerste Kamer. In de 19e eeuw, die voor bestuurlijke functies niet langer adellijke huwelijken voorschreef, vermengden leden van het geslacht zich met het stedelijk patriciaat. De oudste tak ging bovendien over tot de boerenstand. Aan de andere kant werden ook in de 19e eeuw profijtelijke huwelijken gesloten, waarvan het huwelijk met de erfdochter van Twickel c.a. het meest treffende voorbeeld is; de tak Twickel ging daarmee tot de rijkste van het land behoren, terwijl tevens allianties tot stand kwamen met (hoge) buitenlandse edellieden. De 19e en 20e eeuw brachten ook veel bezitsverlies in dit geslacht, en van oudsher eraan gekoppelde bezittingen als Ruurlo gingen verloren. Ook tijdens het koninkrijk leverde het geslacht bestuurders, vooral op lokaal, maar daarnaast op provinciaal en landelijk niveau, terwijl ook in de moderne tijd diplomaten werden geleverd. Voorts dienden vele leden het nieuwe Nederlandse koningshuis in hoffuncties, tot de hoogste aan toe. Tot slot traden in de 19e en 20e eeuw kunstschilders, kunstverzamelaars, letterkundigen en wetenschappers naar voren.

### Andere geslachten
Vanaf de 13e eeuw komen personen met de naam Van Hekeren voor, zoals Fredericus van Hekeren (van der Ese), knape (1295), ridder (1305) die overleed in 1320, en die de stamvader werd van zowel de adellijke geslachten Van Rechteren als Van Voorst tot Voorst. Filiatie met dit geslacht Van Heeckeren is niet bewezen.
In 1836 werd George Charles van Anthes (1812-1895) ingelijfd met de titel baron en vergunning de naam Van Heeckeren aan te nemen. Diens nu nog bloeiende nageslacht voert de naam De Heeckeren d'Anthès.
Door huwelijk van Sophie Emilie barones van Heeckeren (1883-1975) met Francois van der Schoot (1877-1929) ontstond een niet-adellijk geslacht Van Heeckeren van der Schoot: na zijn huwelijk verkreeg hij in Nederlands-Indië bij Gouvernementsbesluit van 29 augustus 1905 vergunning de naam van zijn echtgenote voor de zijne te voegen.

## Oudste Van Heeckerens
- Jacob van Heker, heer van Roderlo (†1440)
  - Evert van Heeckeren, heer van Roderlo (†1495), drost en richter van Borculo; trouwde in 1458 met Eylarda van Metelen, vanaf 1465 vrouwe van Nettelhorst die dit goed daarmee in het geslacht Van Heeckeren bracht
    - Jacob van Heeckeren, heer van Roderlo (†1508)
      - Evert van Heeckeren, heer van Roderlo en Nettelhorst († voor 1564), in de Ridderschap van Zutphen
        - Evert van Heeckeren, heer van Nettelhorst († voor 11 juli 1575), in de Ridderschap van Zutphen, raad in het Hof van Gelre
          - Walraven van Heeckeren, heer van Nettelhorst en Enghuizen (†1645), landdrost van Zutphen
            - Everhard van Heeckeren, heer van Nettelhorst, Enghuizen en Barlham (1613-1680), in de Ridderschap en landdrost van Zutphen
              - Walraven van Heeckeren, heer van Nettelhorst (1643-1701), in de Ridderschap en landdrost van Zutphen, gezant in Duitse landen en Zweden
              - Robbert van Heeckeren, heer van Enghuizen (1650-1699), in de Ridderschap en Staten van Zutphen, burgemeester van Doetinchem; trouwde in 1687 met Anna Wilhelmina Sesilea van Keppel, vrouwe van Kamferbeek (1670-1704), door wie Molecaten in het geslacht Van Heeckeren kwam, lid van het geslacht Van Keppel
                - Evert van Heeckeren, heer van Nettelhorst en Molecaten (1693-1724), in de Ridderschap en Staten van Zutphen
                  - Adolf Jacob Hendrik van Heeckeren, heer van Nettelhorst, Batinge en Clooster (1715-1765), stamvader van de tak Nettelhorst
                  - Reynhard Burchard Willem van Heeckeren, heer van Molecaten (1721-1799), luitenant-generaal, commandeur van Sluis (1721-1799), stamvader van de tak Molecaten

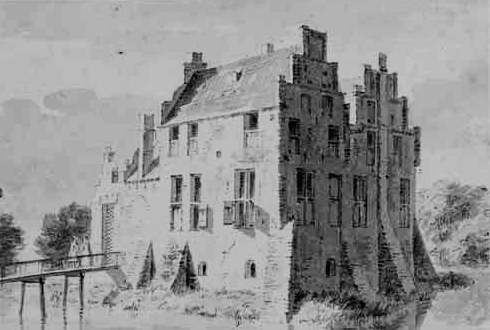
Waliën op een prent uit begin 18e eeuw

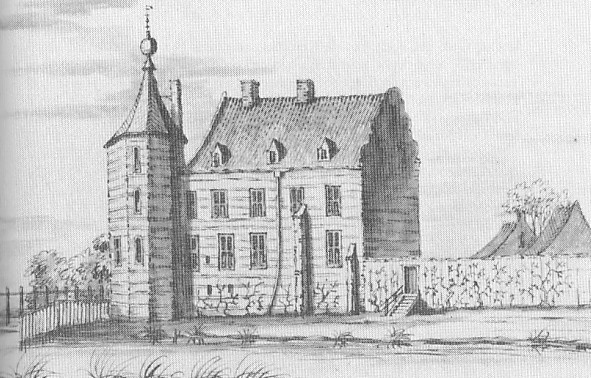
De Kemnade op een prent uit 1720

                - Ludolf Hendrik Burchard Silvius van Heeckeren, heer van Kamferbeek, Waliën en Kemnade (1696-1762), burgemeester van Groenlo en gecommitteerde der Staten Generaal, stamvader van de takken De Wiersse en Waliën

            - Jacob Derk van Heeckeren, heer van Barlham, Suideras, Enghuizen, Ruurlo en Brandsenburg (1665-1749), burgemeester en schepen van Zutphen, in de Ridderschap en Staten van Zutphen
              - Mr. Frans Jan van Heeckeren, heer van Enghuizen, Beurse, de Cloese en Langen (1694-1767), stamvader van de takken Enghuizen en de Cloese
              - Evert van Heeckeren, heer van Barlham (1696-1719)
              - Mr. Assueer van Heeckeren, heer van Ruurlo (1699-1767), stamvader van de tak Ruurlo en Kell
              - Walraven Robbert van Heeckeren, heer van Barlham en Brandsenburg (1704-1758), stamvader van de takken Barlham en Brandsenburg

## Tak Nettelhorst

### Geschiedenis

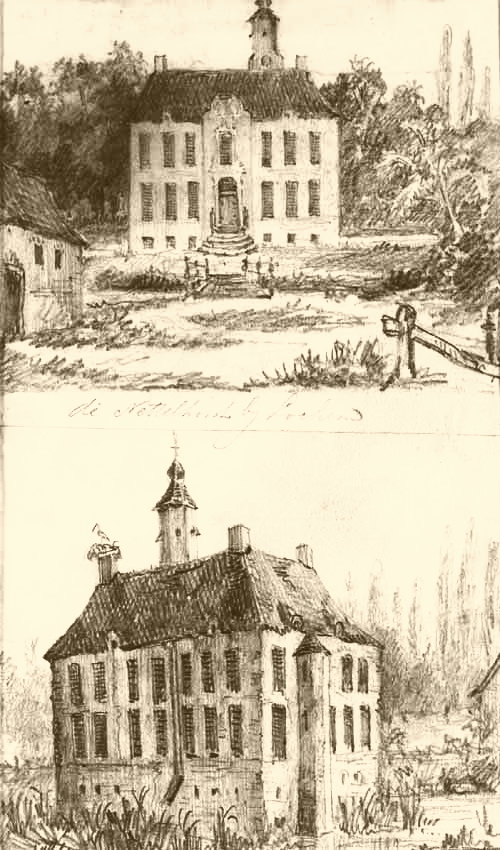
De Nettelhorst vlak voor de sloop, tekening vermoedelijk door Jacobus Craandijk

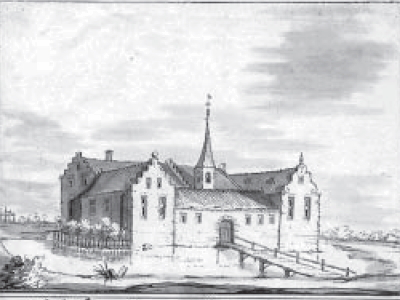
Marhulsen in de 17e eeuw

De tak Nettelhorst is de oudste tak van het geslacht. Door huwelijk in 1465 kwam Nettelhorst in het geslacht en het is het enige bezit dat tot heden in het geslacht is gebleven, na verkoop in 1855 door een lid van deze tak aan de tak Twickel. Via de havezate konden leden van het geslacht verschreven worden in de Ridderschap van Zutphen en van daaruit bestuurlijke macht in zowel het gewest als op landelijk niveau uitoefenen. Leden van deze tak verkregen later ook andere havezaten met recht van verschrijving in de ridderschap, en zij vormden de basis van de takken Overlaer en De Heest. Bij Souverein Besluit van 28 augustus 1814 gingen Evert Christiaan Carel Willem van Heeckeren (1744-1816) en zijn nageslacht behoren tot de adel van het Nederlandse koninkrijk; in 1819 volgde de titel van baron op allen. In de tweede helft van de 19e eeuw ging het nageslacht van mr. Adolf Jacob Hendrik Christiaan Carel baron van Heeckeren (1771-1846) over tot de boerenstand en bleef dat grotendeels tot in de 21e eeuw. De huidige oudste tak van dit geslacht, Van Heeckeren tot Overlaer, is tevens de tak die de chef de famille levert.

### Enkele telgen
Adolph Jacob Hendrik van Heeckeren, heer van Nettelhorst, Batinge en Clooster (1715-1765), in de Ridderschap en Staten van Zutphen; trouwde in 1742 met huwde Petronella Reiniera van Lintelo, vrouwe van Overlaer en De Heest (1718-1774), door wie Overlaer en De Heest in het geslacht Van Heeckeren kwamen
- Jhr. Evert Christiaan Carel Willem van Heeckeren, heer van Nettelhorst, Batinge en Clooster (1744-1816), in de Ridderschap en Staten van Zutphen, lid van de Grote Vergadering van Notabelen 1814
  - Mr. Adolf Jacob Hendrik Willem baron van Heeckeren, heer van Nettelhorst en Batinge (1784-1857), rechter, verkocht Nettelhorst aan mr. Jacob Dirk Carel baron van Heeckeren van Wassenaer (1809-1875): trouwde in 1808 met Adriana Luthela Agnes Lubbertina barones van Heeckeren (1787-1866)
    - Robbert Adriaan Willem baron van Heeckeren (1822-1877), directeur posterijen
      - Mr. Carel Willem baron van Heeckeren (1855-1943), advocaat
        - Sophie Emilie barones van Heeckeren (1883-1974); trouwde in 1902 met Francois van der Schoot (1877-1929), uit wie een niet-adellijk geslacht Van Heeckeren van der Schoot

      - Adolf Jacob Hendrik Willem baron van Heeckeren, heer van de Heest en Marhulsen (1859-1933), residentie-secretaris

    - Jacob Adriaan Frederik Lodewijk baron van Heeckeren (1827-1887), letterkundige

  - Mr. Pieter Reinhard Johan Wilt baron van Heeckeren, heer van Marhulsen (1785-1835), notaris in Eibergen en burgemeester van Eibergen, lid van Provinciale Staten van Gelderland
    - Willem Carel Maurits Reinhard baron van Heeckeren, heer van de Heest [door erfenis van zijn tante, Jeannette Sophia Reinira Judith van Hopbergen-barones van Heeckeren] en Marhulsen (1830-1907)
    - Jacoba Charlotta Louisa Johanna barones van Heeckeren, vrouwe van Marhulsen (1833-1872)
- Jhr. Frederik Jan Wilhelm Robert van Heeckeren, heer van Overlaer en Wolfshagen (1745-1815), stamvader van de tak Overlaer
- Maurits Carel George Willem baron van Heeckeren, heer van de Heest (1752-1827), ontvanger-generaal der Graafschap, stamvader van de tak De Heest
- Charlotta Clara Elisabeth Dorothea barones van Heeckeren (1748-1819); trouwde in 1771 met Derk Jan van Keppel, heer van Oolde (1730-1801)
- Willem Robbert Jan Walraven baron van Heeckeren, heer van Marhulsen (1754-1830), in de Ridderschap en lid van Provinciale Staten van Gelderland

### Tak Overlaer

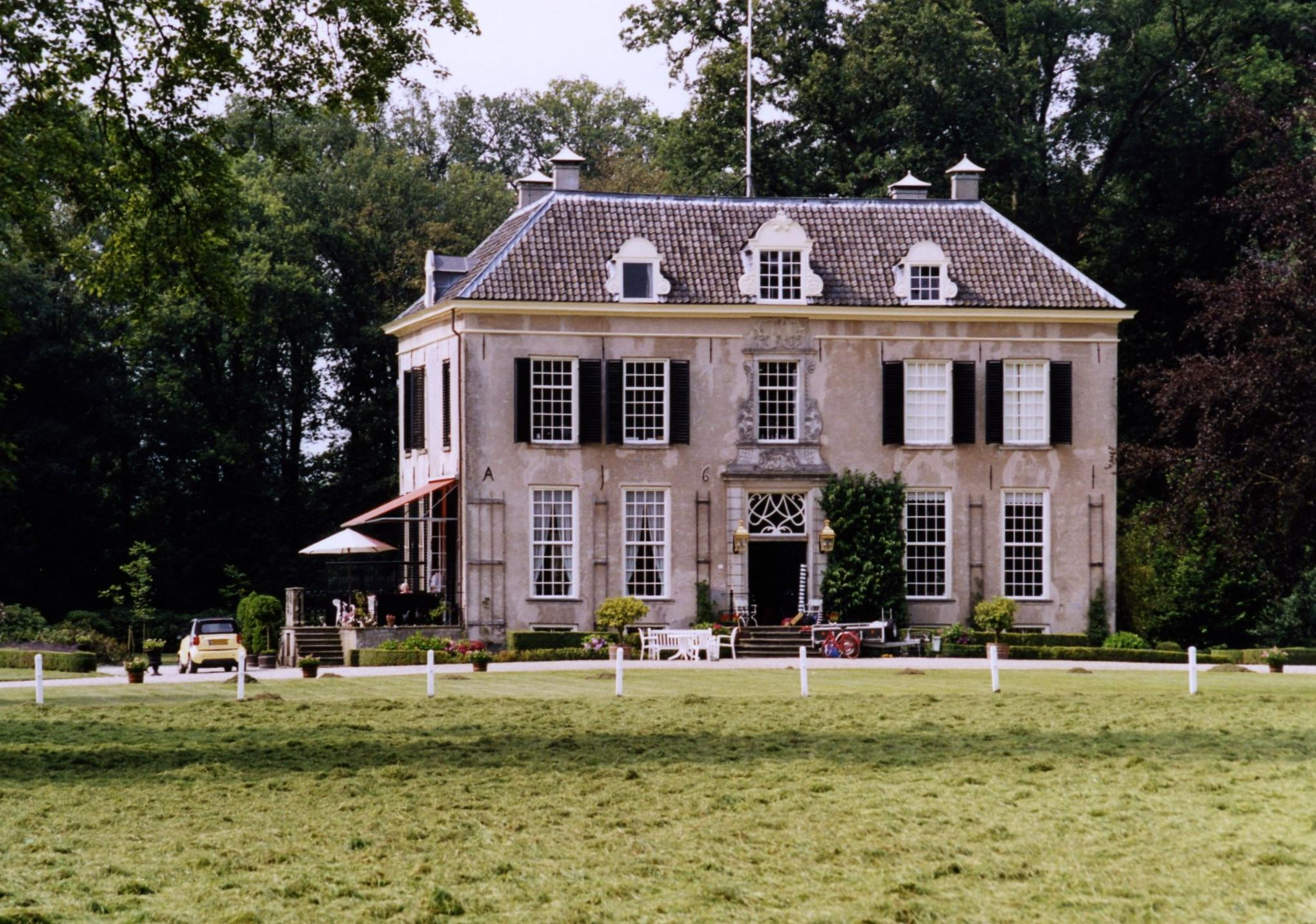
Huis Oolde

Jhr. Frederik Jan Wilhelm Robert van Heeckeren, heer van Overlaer en Wolfshagen (1745-1815), lid van de Ridderschap en Provinciale Staten van Gelderland
- Mr. Adolf Jacob Hendrik Christiaan Carel baron van Heeckeren, heer van Overlaer, Barlham tot 1798 en Old-Oolde, sinds 1798 (1771-1846), in de Ridderschap en Staten van Zutphen, lid van de Ridderschap van Gelderland; hieruit de uitgebreide en bloeiende landbouwerstak waarvan leden de naam Van Heeckeren tot Overlaer aannamen en uit welke tak de huidige chef de famille
- Elisabeth Reiniera Johanna barones van Heeckeren, vrouwe van Oolde (1774-1834); trouwde in 1792 met jhr. Frederik Lodewijk Christiaan van Rechteren, heer van Almelo, Rechteren, enz. (1748-1814), kolonel in Statendienst, lid Grote Vergadering van Notabelen, waarna Oolde overging naar het geslacht Van Rechteren
- Maurice Carolina Wilhelmina Sophia barones van Heeckeren, vrouwe van Oolde [door erfenis van haar bruidegom, A.J.R.W. van Keppel van Oolde (1774-1821)] (1777-1838), lid van het geslacht Van Keppel

### Tak De Heest
Maurits Carel George Willem baron van Heeckeren, heer van de Heest (1752-1827), ontvanger-generaal van de Graafschap Zutphen, lid van de Ridderschap van Gelderland
- Adolff Jacob Jan Arnold baron van Heeckeren (1784-1853), burgemeester van Apeldoorn in de periode 1824-1832
- Sophie Jeannette Reyniera Judith barones van Heeckeren, vrouwe van de Heest (1787-1838), vermaakte de Heest aan haar neef; trouwde in 1829 met Bernard Heidenrijk van Hopbergen (1771-1844), luitenant-kolonel
- Jacoba Wilhelmine Anna Maria barones van Heeckeren (1790-1835); trouwde in 1814 met mr. Pieter Reinhard Johan Wilt baron van Heeckeren, heer van Marhulsen (1785-1835), notaris in Eibergen en burgemeester van Eibergen, lid van Provinciale Staten van Gelderland

## Tak Molecaten

### Geschiedenis

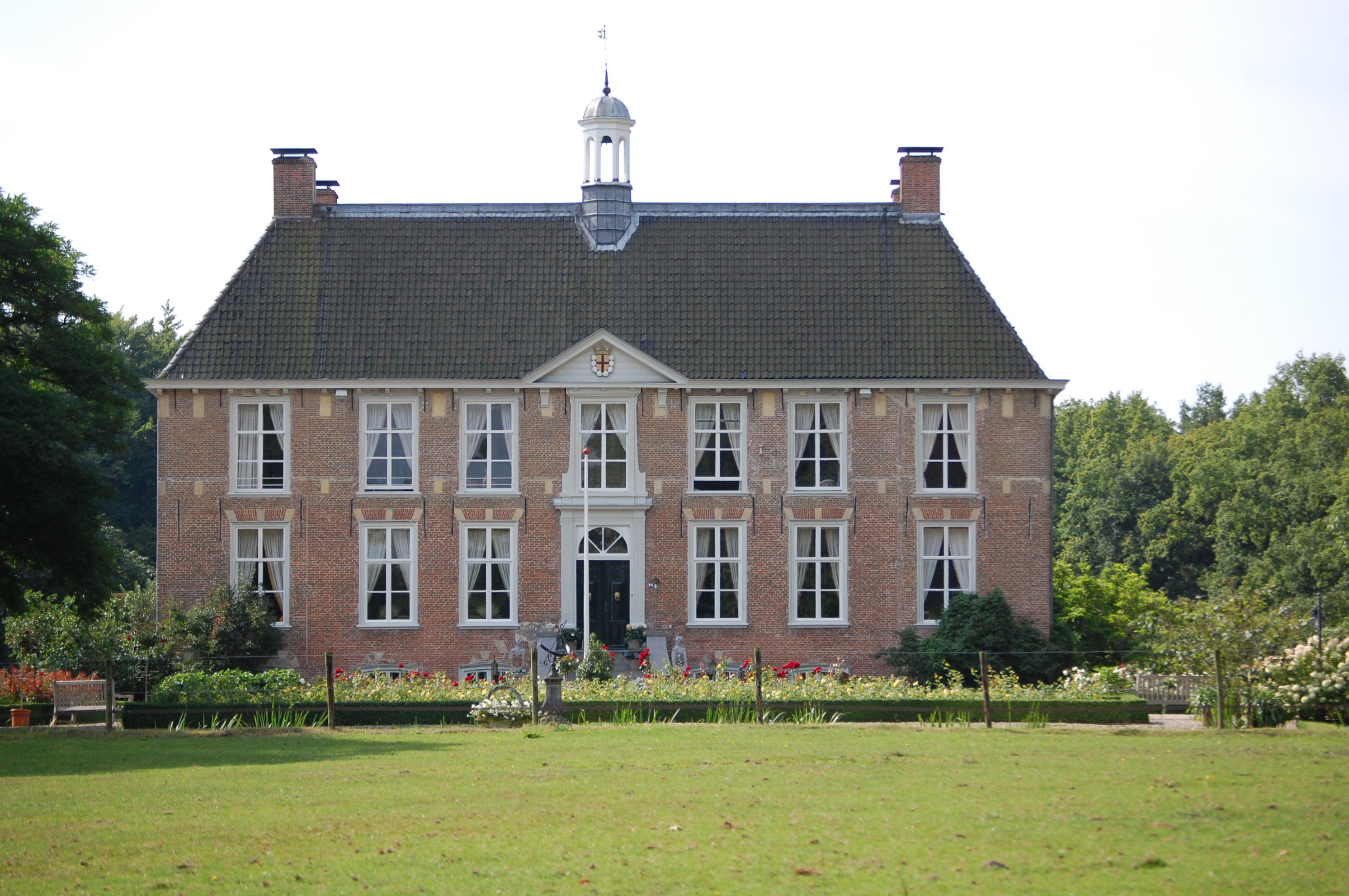
Huis Molecaten

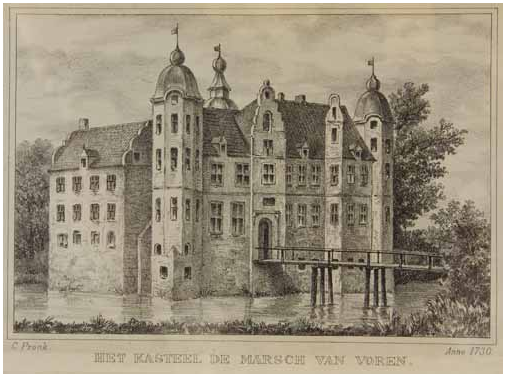
Huis De Marsch in 1730 door Cornelis Pronk

In 1717 kwam Molecaten in Hattem  in het geslacht Van Heeckeren en zou dat bijna drie eeuwen blijven, tot 1987.  Bij Souverein Besluit van 28 augustus 1814 ging Evert Willem van Heeckeren (1760-1819) behoren tot de Nederlandse adel, in 1819 gevolgd door alle andere leden van deze tak (met hun nageslacht in mannelijke lijn), en dan met de titel van baron(es). Vanaf de tweede helft van de 19e eeuw bekleedden leden van deze tak functies aan het hof, uiteindelijk speelden enkelen zelfs een belangrijke rol in de Greet Hofmans-affaire, waarna de regering deze leden tot terugtreden uit de hofhouding dwong.

### Enkele telgen
Reynhard Burchard Willem van Heeckeren, heer van Molecaten (1721-1799), luitenant-generaal, commandeur van Sluis; trouwde in 1759 met Henriëtta van Lintelo (1735-1777), dochter van Arnold Willem Tyman van Lintelo, heer van de Marsch.
- Evert Willem baron van Heeckeren, heer van de Marsch, later van Molecaten (1760-1819), generaal-majoor, lid van de Ridderschap en Provinciale Staten van Gelderland
- Anna Maria Theodora barones van Heeckeren (1766-1825); trouwde in 1804 met mr. Joan de Bruyn (1771-1839), burgemeester van Zutphen.
- Robbert August Adolph Maurits Carel baron van Heeckeren van Molecaten (1770-1858), luitenant-kolonel, lid van de Ridderschap en Provinciale Staten van Gelderland, bewoner van Molecaten.
  - Henriette Wilhelmina Catharina barones van Heeckeren (1817-1890); trouwde in 1841 met Antoni Otto Herman baron Gansneb genaamd Tengnagel (1815-1878), generaal-majoor, adjudant van koning Willem III, lid van het geslacht Gansneb genaamd Tengnagel.
  - Mr. Jacob Anne baron van Heeckeren van Molecaten (1820-1885), dijkgraaf, jagermeester van koning Willem III, rentmeester van het Loo; trouwde in tweede echt in 1880 met Marie Adolphine barones van der Goes van Dirxland (1844-1926), dame du palais van koningin Emma, lid van het geslacht Van der Goes; bewoners van Molecaten
    - Robbert baron van Heeckeren van Molecaten (1850-1889), 1e luitenant, ordonnans-officier van koning Willem III, bewoner Molecaten.
      - Evert Walraven baron van Heeckeren van Molecaten (1879-1942), 1e luitenant; trouwde in 1911 met jkvr. Adolphine Agneta Groeninx van Zoelen (1885-1967), grootmeesteres van koningin Juliana en lid van het geslacht Groeninx van Zoelen; bewoners van Molecaten
        - Walraven Jacob baron van Heeckeren van Molecaten (1914-2001), particulier secretaris van koningin Juliana en betrokken bij de Greet Hofmans-affaire, laatste bewoner met zijn broer van Molecaten.
        - Eric Cecil baron van Heeckeren van Molecaten (1916-1984), laatste bewoner met zijn broer van het geslacht die Molecaten bewoonde. Hij trouwde in 1970 met Maria van der Leeuw (1947) en uit dit huwelijk werden drie kinderen geboren.

  - Fanny Elisabeth barones van Heeckeren van Molecaten (1852-1928); trouwde in derde echt in 1898 met Henri Marie baron van Heeckeren tot Waliën (1860-1928).
  - Charlotte Alexandrine barones van Heeckeren van Molecaten (1855-1942); trouwde in 1877 met Willem Frederik Maurits Alexander Hendrik Carel baron van Heeckeren van Enghuizen (1858-1915).

## Tak De Wiersse

### Geschiedenis

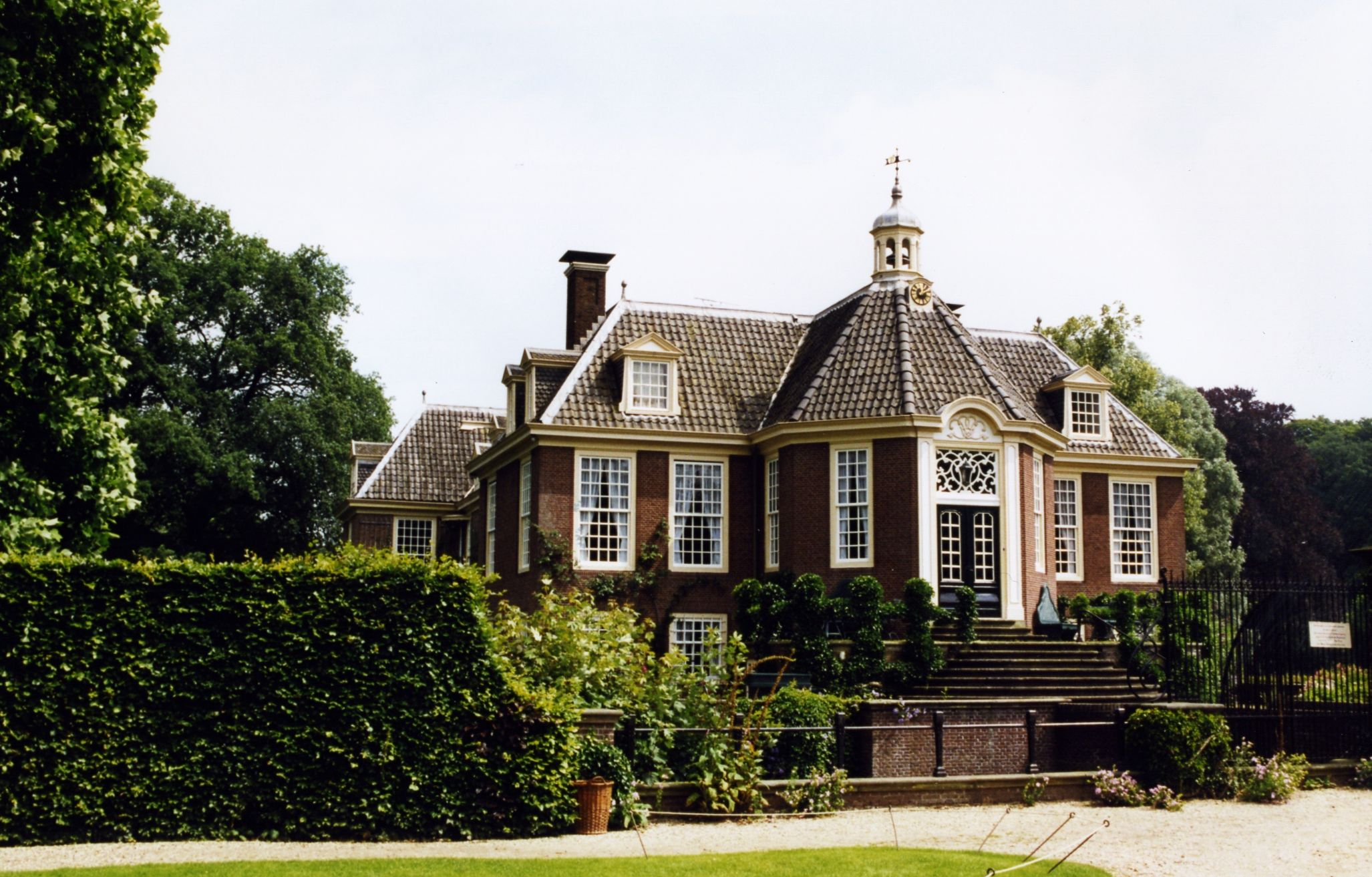
Huis De Wiersse

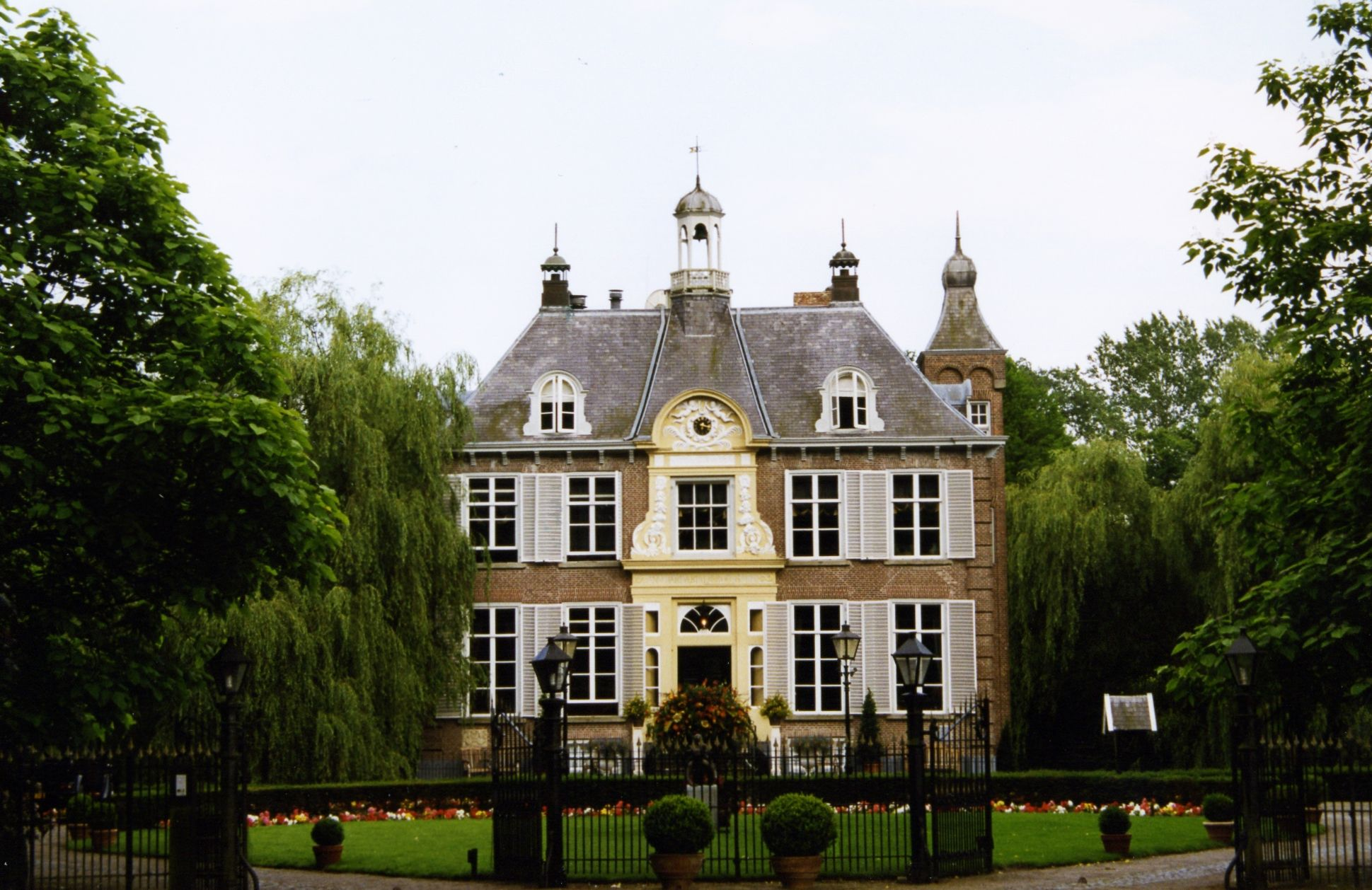
Huis Onstein

Door huwelijk in 1724 kwam De Wiersse in deze tak van het geslacht en zou tot 1893 in het geslacht (tak Van Heeckeren van Kell) blijven totdat het door vererving aan de huidige bezitters kwam. Een kleindochter van de laatste eigenaresse Van Heeckeren, jkvr. Alice de Stuers (1895-1988), droeg zorg voor de aanleg van de tuinen waarom De Wiersse nu bekend staat. Leden van deze tak werden voornamelijk bestuurders op gemeentelijk en provinciaal niveau, en de tak stierf in 1891 uit.

### Enkele telgen
Ludolf Hendrik Burchard Silvius van Heeckeren, heer van Kamferbeek, Waliën en Kemnade (1696-1762), burgemeester van Groenlo en gecommitteerde der Staten Generaal; trouwde in 1724 met Susanna Johanna Everdina Valck, vrouwe van Onstein en de Wiersse (1711-tussen 1738 en 1746), dochter van Maria Helena ten Broeck, vrouwe van Onstein en de Wiersse
- Robbert Jacob van Heeckeren, heer van de Wiersse en Kamferbeek (1729-1795)
  - Ludolph baron van Heeckeren, heer van de Wiersse (1755-1841), baron de l'Empire, burgemeester van Lochem, maire en burgemecster van Zutphen, lid van de Ridderschap en Provinciale Staten van Gelderland
    - Charlotte Jacoba barones van Heeckeren (1783-1870); trouwde in 1813 met mr. Cornelis Constantijn van Valkenburg, heer in Callantsoog (1764-1847), raad, wethouder en burgemeester van Haarlem, lid van het geslacht Van Valkenburg
    - Robbert Jacob baron van Heeckeren, heer van de Wiersse (1785-1854), kapitein; in 1855 werd De Wiersse verkocht aan de verre verwanten Sara Agatha en Johanna Maria baronessen van Heeckeren van Kell
    - Mr. Alexander baron van Heeckeren (1806-1891), lid van Provinciale Staten van Gelderland

  - Willem Frederik baron van Heeckeren (1758-1835), luitenant-generaal, adjudant-generaal van prins Willem V
    - Adrienne Eleonore Sophie barones van Heeckeren (1812-1850); trouwde in 1830 met Florentius Josephus ridder van Ertborn (1784-1840), burgemeester van Antwerpen, gouverneur van Utrecht, kunstverzamelaar, kamerheer i.b.d. van koning Willem I. Ze hertrouwde in 1849 met graaf Charles de Marnix, burgemeester van Bornem, bestendig afgevaardigde van Antwerpen en senator. Ze waren de schoonouders van graaf Ferdinand de Marnix de Sainte-Aldegonde.
- Assuera Henriette van Heeckeren, vrouwe van Onstein (1735-1758)

## Tak Waliën

### Geschiedenis
Ludolf Hendrik Burchard Silvius van Heeckeren (1696-1762) was de eerste heer van Waliën uit dit geslacht. Leden van deze tak, alsmede aangetrouwden, traden vooral op als bestuurders van de stad Zutphen. Leden van deze tak trouwden geregeld met andere leden van hun geslacht. Ook in deze tak traden leden in dienst van het Nederlandse hof, en werden vooral actief op lokaal niveau. Leden van deze tak behoorden vanaf 1819 tot de Nederlandse adel met de titel van baron(es).

### Enkele telgen
Ludolf Hendrik Burchard Silvius van Heeckeren, heer van Kamferbeek, Waliën en Kemnade (1696-1762), burgemeester van Groenlo en gecommitteerde der Staten Generaal
- Evert Ludolph Hendrik Borchard Sylvius van Heeckeren, heer van Kemnade en Waliën (1734-1804), burgemeester van Doesburg en Zutphen; trouwde in 1754 met Agnes Adriana Lubbertina van Heeckeren tot Brandsenburg (1732-1764)
  - Mr. Ludolf Frederik Hendrik van Heeckeren van Waliën (1758-1798), provisioneel representant van het volk
    - Mr. Evert Ludolf baron van Heeckeren van Waliën (1784-1838), gouverneur van Suriname
    - Adriana Luthera Agies Lubbertina barones van Heeckeren (1787-1866); trouwde in 1808 met mr. Adolf Jacob Hendrik Willem baron van Heeckeren, heer van Nettelhorst en Batinge (1784-1857), rechter
    - Anna Philippina Carolina Frederica Robbertina barones van Heeckeren (1788-1859); trouwde in 1807 met mr. Jacob Adriaan van Hasselt, heer van Empe (1772-1832), secretaris van Zutphen en notaris, lid van Provinciale Staten van Gelderland, lid van het geslacht Van Hasselt
    - Heilwig Johanna Henriëtta barones van Heeckeren (1789-1866); trouwde in 1815 met WiIIem Hendrik Andrau (1789-1855), burgemeester van Oosterwolde
    - Mr. Godard Philip Cornelis baron van Heeckeren van Waliën (1791-1853), burgemeester van Zutphen

  - Walraven Robbert Evert baron van Heeckeren van Waliën (1759-1833), page van Willem V, generaal-majoor, kamerheer i.b.d. des Konings
    - Sophia Adriana Everdina barones van Heeckeren van Waliën (1782-1844); trouwde in 1810 met mr. Arnold Hendrik van Markel Bouwer, heer van ‘t Joppe en Velde (1771-1826), lid van de Tweede Kamer
    - Willem baron van Heeckeren van Waliën (1783-1853), majoor der jagers
      - Ernst Lodewijk baron van Heeckeren van Waliën (1833-1891), schout-bij-nacht
        - Willem Hendrik baron van Heeckeren van Waliën (1872-1954), burgemeester van Vrijhoeve-Capelle

      - Sophia Julia Dorothea Bertha barones van Heeckeren van Waliën (1835-1923), hofdame van koningin Sophie

## Tak Enghuizen

### Geschiedenis

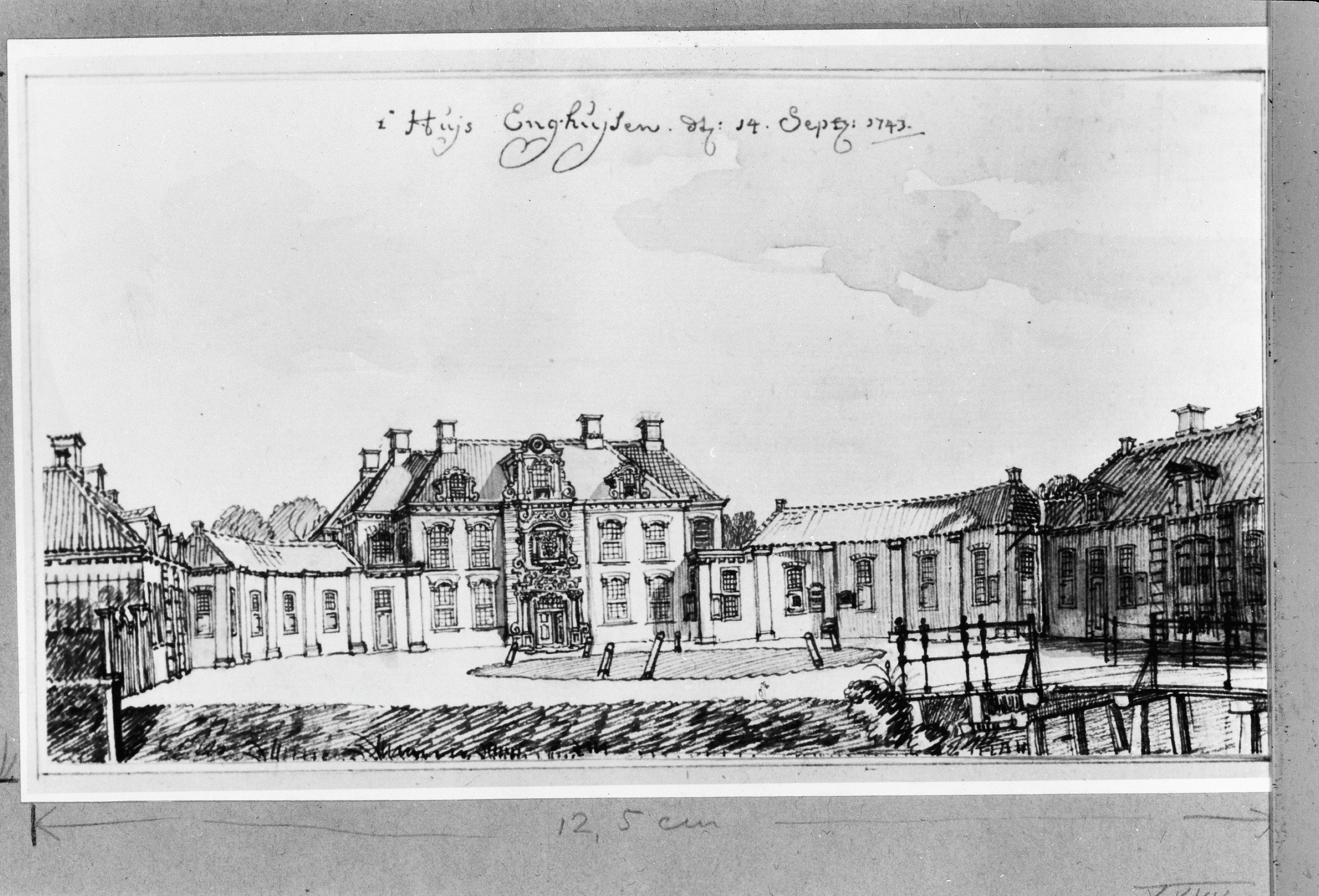
Overzicht Enghuizen, door Jan de Beijer (1743)

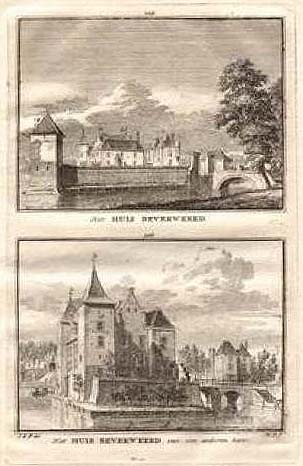
Kasteel Beverweerd: Kopergravures van Hendrik Speelman naar tekeningen van Jan de Beijer (1745)

In 1636 kwam Enghuizen door aankoop in het geslacht Van Heeckeren en zou dat tot 1938 blijven. Na een huwelijk in 1782 kwamen Beverweerd en Odijk aan deze tak, en ook die zouden tot 1938 in diens bezit blijven. Leden van deze tak speelden zowel op lokaal als op nationaal niveau een bestuurlijke rol. Daarnaast waren leden van deze tak, die in 1938 uitstierf, aanhangers van het huis van Oranje en vervulden zij tot in de 20e eeuw functies in de hofhouding. In 1814 en 1815 werden leden benoemd in de Ridderschap van Gelderland waardoor zij en hun nageslacht tot de Nederlandse adel gingen behoren; in 1819 volgde  de titel van baron(es).

### Enkele telgen
Mr. Frans Jan van Heeckeren, heer van Enghuizen, Beurse, de Cloese en Langen (1694-1767), in de Ridderschap en Staten van Zutphen, landrentmeester-generaal van Gelderland, burgemeester van Doetinchem, landdrost van Zutphen, gedeputeerde ter Staten-Generaal
- Jacob Adolph van Heeckeren, heer van Enghuizen, Beurse, de Cloese en Langen (1724-1792), in de Ridderschap en Staten van Zutphen, burgemeester van Doetinchem, gedeputeerde ter Staten-Generaal, scholtus binnen en buiten Zutphen
  - Evert Frederik baron van Heeckeren van Enghuizen (1755-1831), in de Ridderschap en Staten van Zutphen, lid van de Ridderschap en Provinciale Staten van Gelderland, lid Eerste Kamer der Staten-Generaal; trouwde in 1782 met Henriette Jeanne Susanne Marie des H.R.Rijksgravin van Nassau la Lecq, vrouwe van Beverweerd en Odijk (1764-1810), waardoor Beverweerd en Odijk overgingen naar het geslacht Van Heeckeren, lid van het geslacht Van Nassau la Lecq
    - Hendrik Jacob Carel Johan baron van Heeckeren, heer van Enghuizen en Beurse, van Beverweerd en Odijk (1785-1862), lid Eerste Kamer
      - Lodewijk Evert baron van Heeckeren, heer van Enghuizen (1830-1883), kamerheer i.b.d. van koning Willem III; trouwde in 1855 met Francina Christina Henriëtta Maria barones van Heeckeren (1826-1861)
        - Hendrik Jacob Karel Jan Walraven baron van Heeckeren van Enghuizen, heer van Enghuizen, Beverweerd en Odijk (1857-1923)
        - Willem Frederik Maurits Alexander Hendrik Carel baron van Heeckeren van Enghuizen (1858-1915); trouwde in 1877 met Charlotte Alexandrine barones van Heeckeren van Molecaten (1855-1942)
          - Marguerite Christine barones van Heeckeren van Enghuizen, vrouwe van Enghuizen, Beverweerd en Odijk (1878-1938); trouwde in 1906 met Adolph Zeyger graaf van Rechteren Limpurg, tot Rechteren, de Leemcule en Verborg (1863-1918), waarna Enghuizen, Beverweerd en Odijk overgingen naar het geslacht Van Rechteren

    - Jacob Derk Burchard Anne baron van Heeckeren, heer van Beverweerd en Odijk (1792–1884), diplomaat; gelieerd aan Georges-Charles de Heeckeren d'Anthès (1812–1895)

  - Lodewijk baron van Heeckeren, heer van de Cloese en Langen (1768-1831), in de Ridderschap van Zutphen, gedeputeerde ter Staten-Generaal, lid Wetgevend Lichaam, opperjagermeester en kamerheer i.b.d. van koning Willem I
    - Frédéric Florent Jacques Henri baron van Heeckeren, heer van de Cloese (1799-1870), luitenant-kolonel, kamerheer i.b.d. en adjudant van koning Willem III
      - Francina Christina Henriëtta Maria barones van Heeckeren (1826-1861), hofdame van koningin Sophie; trouwde in 1855 met Lodewijk Evert baron van Heeckeren, heer van Enghuizen (1830-1883), kamerheer i.b.d. van koning Willem III
      - Frederik Jacob baron van Heeckeren (1837-1926), luitenant-kolonel, kamerheer en adjudant i.b.d. van koningin Wilhelmina
- Frederik Walraven Reinhard Burchard Roelof van Heeckeren, heer van de Cloese (1729-1769), luitenant-kolonel
- Adolf Hendrik van Heeckeren, heer van Langen (1733-1754)
- Derk Carel van Heeckeren, heer van Beurse (1738-1758)
- Mr. August Robbert van Heeckeren, heer van Suideras (1743-1811), in de Ridderschap en Staten van Zutphen, gedeputeerde ter Staten-Generaal, scholtus binnen en buiten Zutphen, drossaard van Borculo, orangist

## Tak Ruurlo en Kell

### Geschiedenis

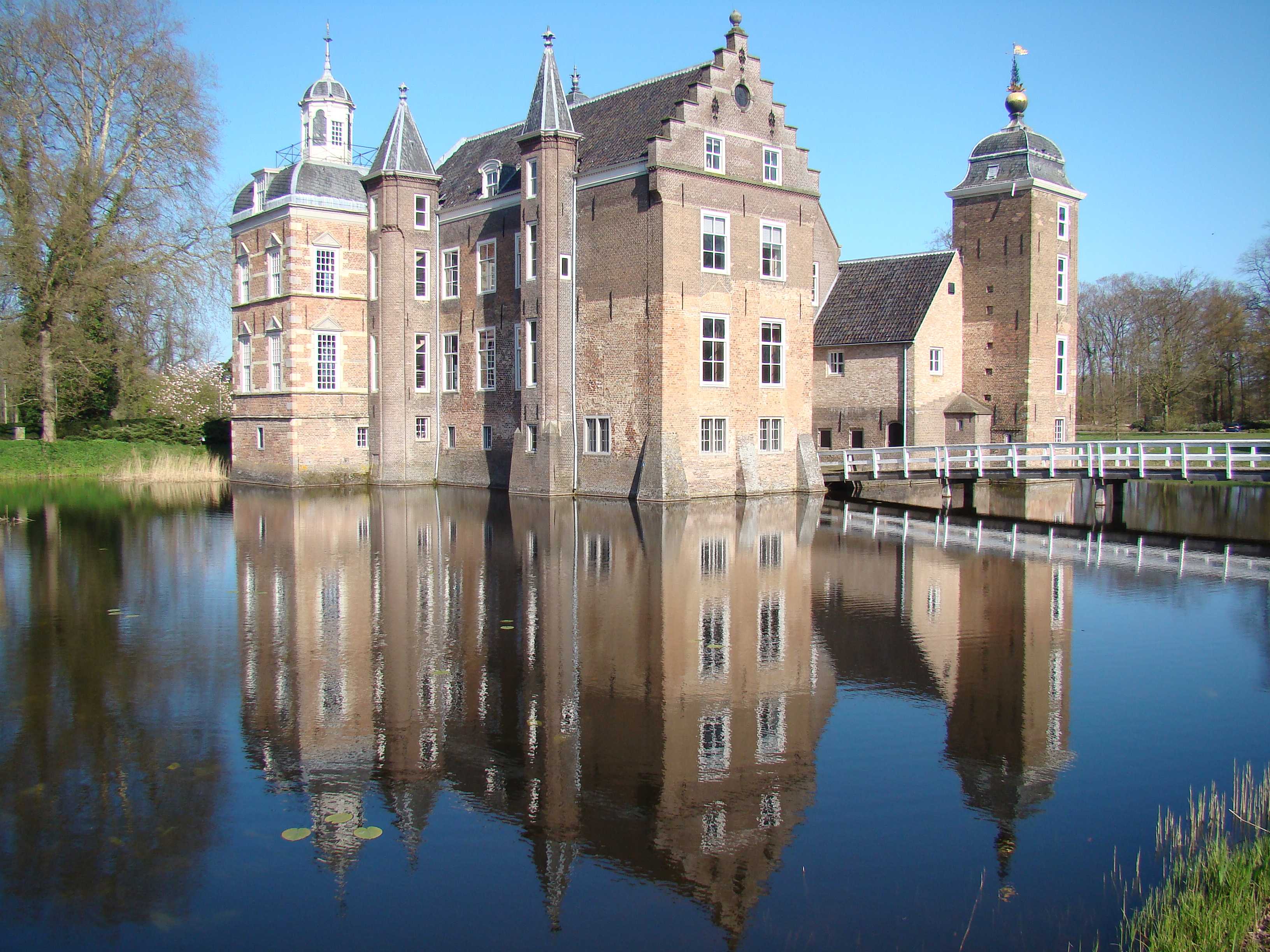
Kasteel Ruurlo (2010)

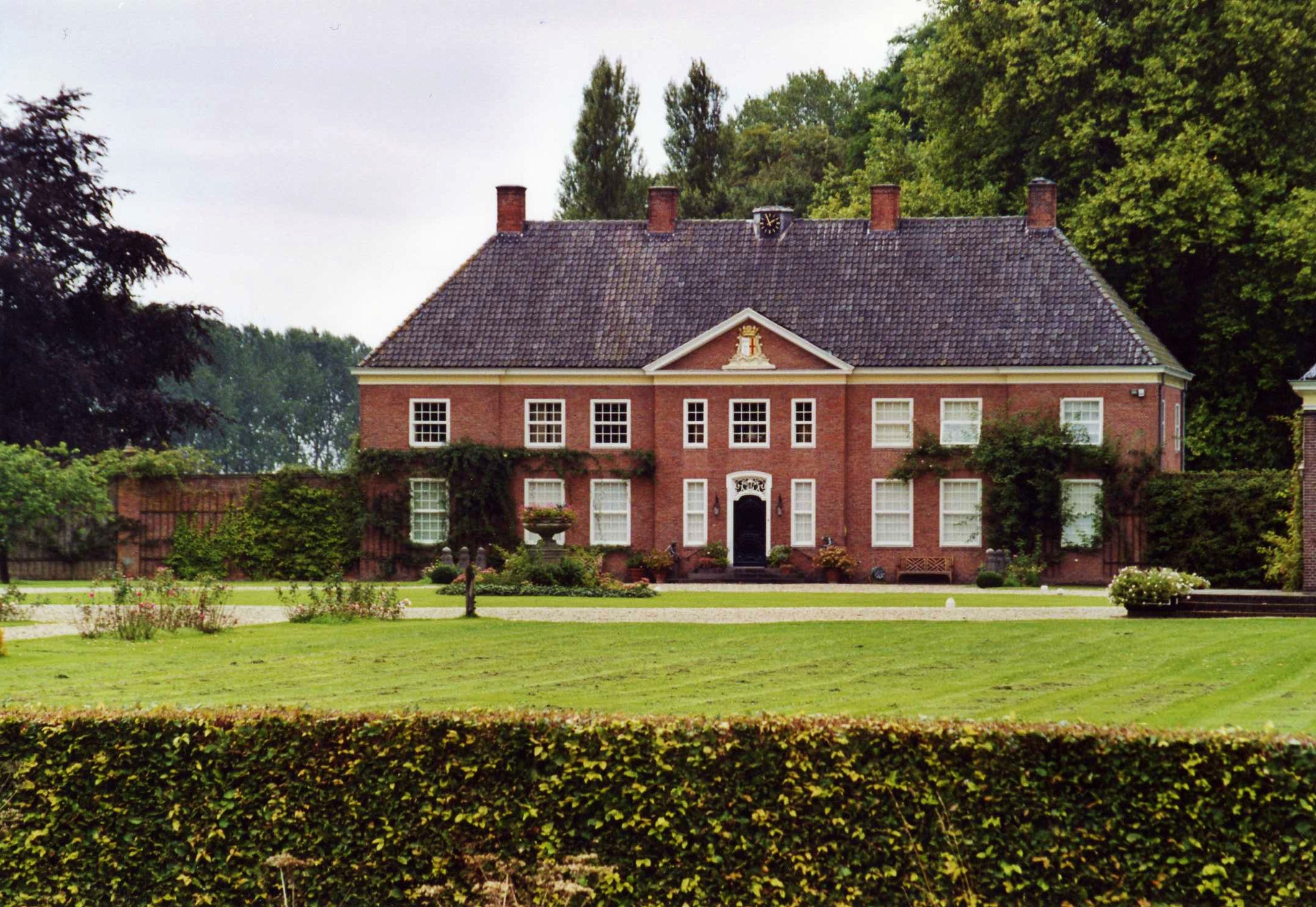
Huis Bingerden (2012)

Deze jongere tak van het geslacht bezat het in 1420 door koop aangeworven kasteel Ruurlo, en zou dat tot 1977 behouden. Door een huwelijk in 1831 met een rijke erfdochter kwam een zijtak in het bezit van een omvangrijk goederenbezit, waarvan kasteel Twickel de thuisbasis zou worden; dit bezit werd in 1953 door de laatste bezitter ondergebracht in een stichting, en na haar overlijden in 1975 werd haar bezit door legaat nog aanzienlijk uitgebreid. Twickel wordt nog steeds deels bewoond door verwanten van de laatste eigenaresse. Leden van deze tak speelden zowel op lokaal, provinciaal als nationaal niveau een bestuurlijke rol. Ook leden van deze tak maakten deel uit van de hofhouding. Vanaf 1814 gingen leden door benoeming in de ridderschap tot de Nederlandse adel van het koninkrijk behoren, vanaf 1819 met de titel van baron(es).

### Enkele telgen
Mr. Assueer van Heeckeren, heer van Ruurlo (1699-1767), in de Ridderschap en Staten van Zutphen, gedeputeerde ter Staten-Generaal; trouwde in 1730 met Henriëtta Johanna Elisabeth Agatha Walrave van Laer, vrouwe van Kell, Engelenburg en Lichtenberg (1711-1756), waardoor onder andere Kell aan het geslacht Van Heeckeren kwam, lid van het geslacht Van Laer
- Jacob Derk Carel van Heeckeren, heer van Ruurlo, Lichtenberg, Engelenburg en Kell (1730-1795), in de Ridderschap en Staten van Zutphen, gedeputeerde ter Staten-Generaal, landdrost van Zutphen, opperstalmeester en kamerheer van prins Willem V
  - Sophie Wilhelmine barones van Heeckeren van Kell (1772-1847), grootmeesteres van de koninginnen Wilhelmina en Anna Paulowna; trouwde in 1808 met Jacob Unico Willem des H.R.Rijksgraaf van Wassenaer, heer van Twickel, Weldam, Olidam, baanderheer van Wassenaar en Zuidwijk, vrijheer van Lage, heer van Obdam, Spierdijk, Hensbroek, Zijpe, Wogmeer en Kernheim (1769-1812), grietman van Franekeradeel, in de Ridderschap van Holland, lid van het geslacht Van Wassenaer
  - Willem Hendrik Alexander Carel baron van Heeckeren, heer van Ruurlo en Kell (1774-1847), lid Tweede Kamer, gouverneur van Gelderland; trouwde in 1800 met jkvr. Geertruid Sara Agatha van Pabst, vrouwe van Bingerden (1774-1866), waardoor Bingerden overging naar het geslacht Van Heeckeren, lid van het geslacht Van Pabst
    - Sara Agatha barones van Heeckeren, vrouwe van de Wiersse (1801-1862)
    - Jacoba Charlotta Juliana barones van Heeckeren (1802-1882); trouwde in 1827 met mr. Derk Willem Gerard Johan Hendrik baron Brantsen (1801-1851), waarnemend gouverneur van Gelderland, lid van het geslacht Brantsen
    - Johanna Mauritia Agneta barones van Heeckeren, vrouwe van de Wiersse (1805-1859)
    - Mr. Jacob Dirk Carel baron van Heeckeren (1809-1875), stamvader van de tak Twickel
    - Jacoba Louisa barones van Heeckeren, vrouwe van de Wiersse (1811-1893), hofdame van koningin Wilhelmina; trouwde in 1841 met Julius Bernard graaf van Limburg Stirum (1815-1893), intendant der koninklijke paleizen, waarna De Wiersse overging naar het geslacht Van Limburg Stirum
    - Mr. Willem baron van Heeckeren van Kell, heer van Ruurlo, Bingerden en Kell (1815-1914), burgemeester en minister
      - Mr. Jacob Derk Carel van Heeckeren van Kell, heer van Ruurlo, Bingerden en Kell (1854-1931), diplomaat en lid van de Eerste Kamer
        - Sophia Wilhelmina barones van Heeckeren van Kell, vrouwe van Lathum en Bingerden (1892-1967); trouwde in 1927 met jhr. mr. Wouter Everard van Weede (1887-1974), burgemeester, waarna Bingerden overging naar het geslacht Van Weede
        - Mr. Willem baron van Heeckeren van Kell, heer van Ruurlo en Kell (1896-1969), watergraaf, laatste eigenaar-bewoner van kasteel Ruurlo uit dit geslacht; na het overlijden van zijn weduwe werd het kasteel in 1977 verkocht

      - Mr. Alexander baron van Heeckeren van Kell (1871-1945), burgemeester, lid van Provinciale Staten van Gelderland, kamerheer i.b.d. van koningin Wilhelmina
        - Albertine Renira Alexandra Henriëtta Mechtild Ottoline barones van Heeckeren van Kell (1899-1994), hofdame (honorair) van de koninginnen Wilhelmina, Juliana en Beatrix; trouwde in 1940 met Guillaume Charles Othon Alexandre Manuel Henri Joseph Alarie Ghislain baron van den Bogaerde van Terbrugge, heer van Heeswijk, Dinther en Moergestel (1882-1974), Belgisch diplomaat, lid van het geslacht Van den Bogaerde
        - Lilian Guinevere Justine May barones van Heeckeren van Kell (1906-1985); trouwde in 1935 met jhr. mr. Wolter Gerard van der Wyck (1904-1990), burgemeester van Waardenburg, later van Kockengen
- Heilwich Charlotte Barbara van Heeckeren, vrouwe van Barlham (1740-1808); trouwde in 1772 met Adolph Warner Carel Wilhem van Pallandt, heer van Keppel, Voorst, Walfort, Barlham en Ehze (1733-1813), waarna Barlham overging naar het geslacht Van Pallandt

### Tak Twickel

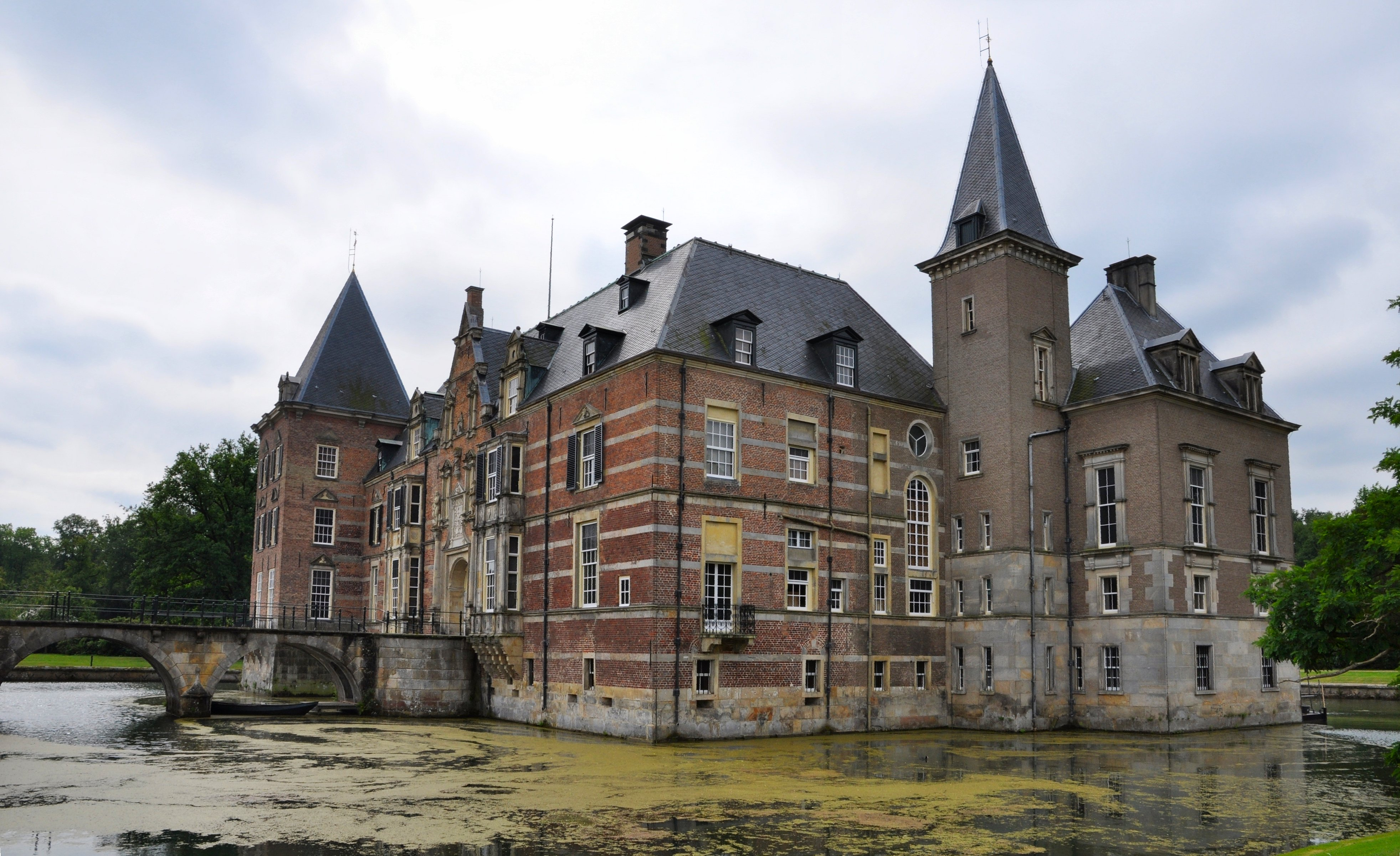
Kasteel Twickel gezien vanuit de tuin (2013)

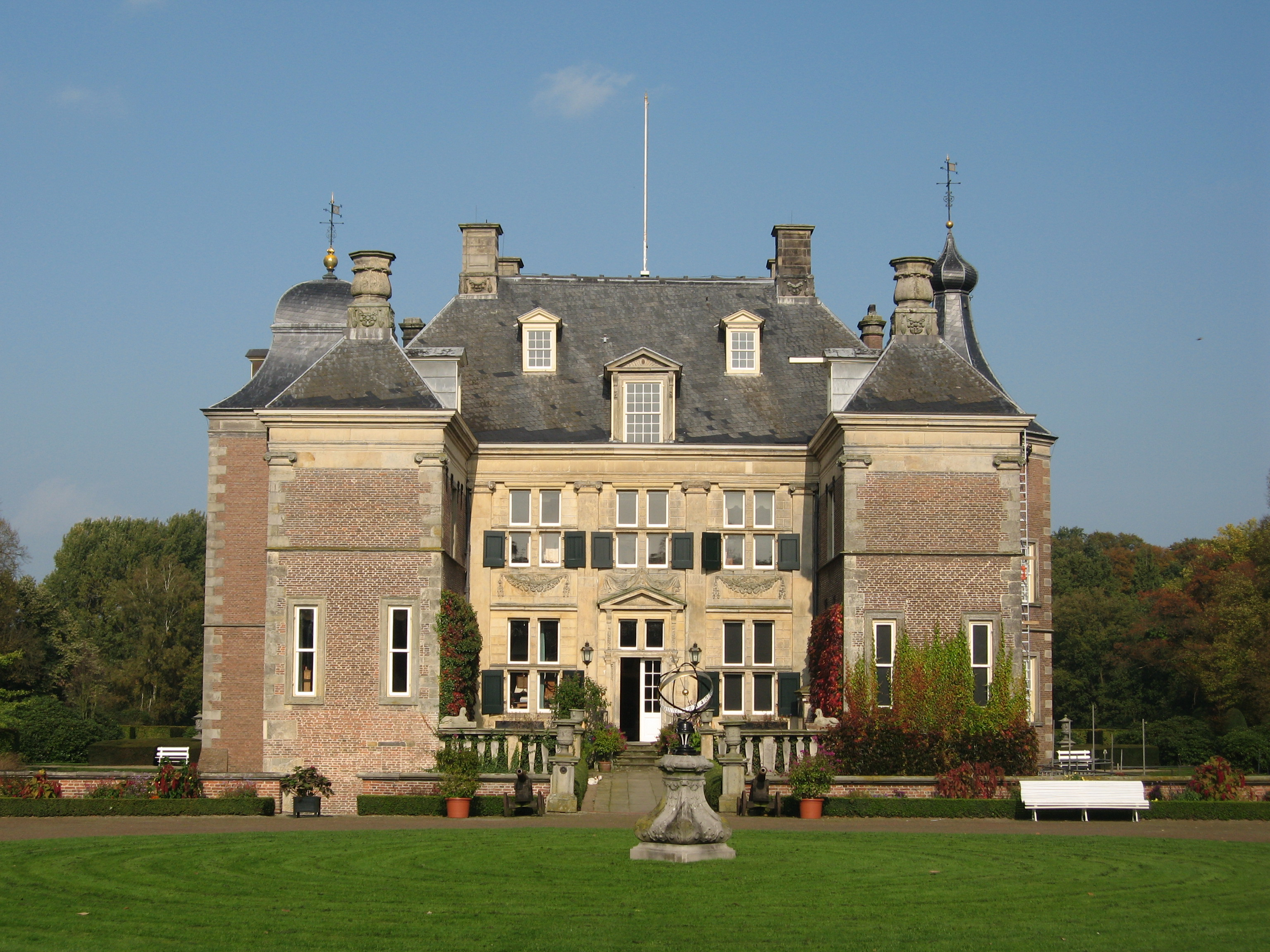
Kasteel Weldam (2007)

Mr. Jacob Dirk Carel baron van Heeckeren, heer van Nettelhorst en Borculo, Wassenaar, Zuidwijk, Lage, Dieren, Weldam, Olidam, Wegdam, Obdam, Spierdijk, Hensbroek, Zijpe, Wogmeer en Kernhem (1809-1875), lid van de Eerste Kamer, kamerheer i.b.d. en opperstalmeester van koning Willem III; trouwde in 1831 met Maria Cornelia gravin van Wassenaer, vrouwe van Twickel, Weldam en Olidam, baandervrouw van Wassenaar en Zuidwijk, vrijvrouwe van Lage, vrouwe van Dieren, Obdam, Spierdijk, Hensbroek, Zijpe, Wogmeer en Kernhem (1799-1850), een huwelijk dat kinderloos bleef; hij hertrouwde in 1852 met Isabelle Antoinette Sloet van Toutenburg (1823-1872)
- Maria Cornelia barones van Heeckeren, vrouwe van Weldam, Olidam, Wegdam, Obdam, Spierdijk, Hensbroek, Zijpe, Wogmeer en Kernhem (1855-1912); trouwde in 1877 met Willem Carel Philip Otto Graf von Bentinck und Waldeck-Limpurg, heer van Middachten en Gaildorf (1848-1912), waarna haar bezittingen overgingen op het geslacht Bentinck
- Dr. Rodolphe Frédéric baron van Heeckeren, heer van Twickel, Wassenaar, Zuidwijk, Lage, Dieren, Nettelhorst en Borculo (1858-1936); trouwde in 1922 met Marie Amelie Mechteld Agnes Gräfin von Aldenburg Bentinck, vrouwe van Twickel, Wassenaar, Zuidwijk, Lage, Dieren, Nettelhorst en Borculo (1879-1975). Zij bracht het goederenbezit in 1953/1975 onder in een stichting. Dit huwelijk bleef kinderloos.

## Tak Barlham en Brandsenburg

### Geschiedenis

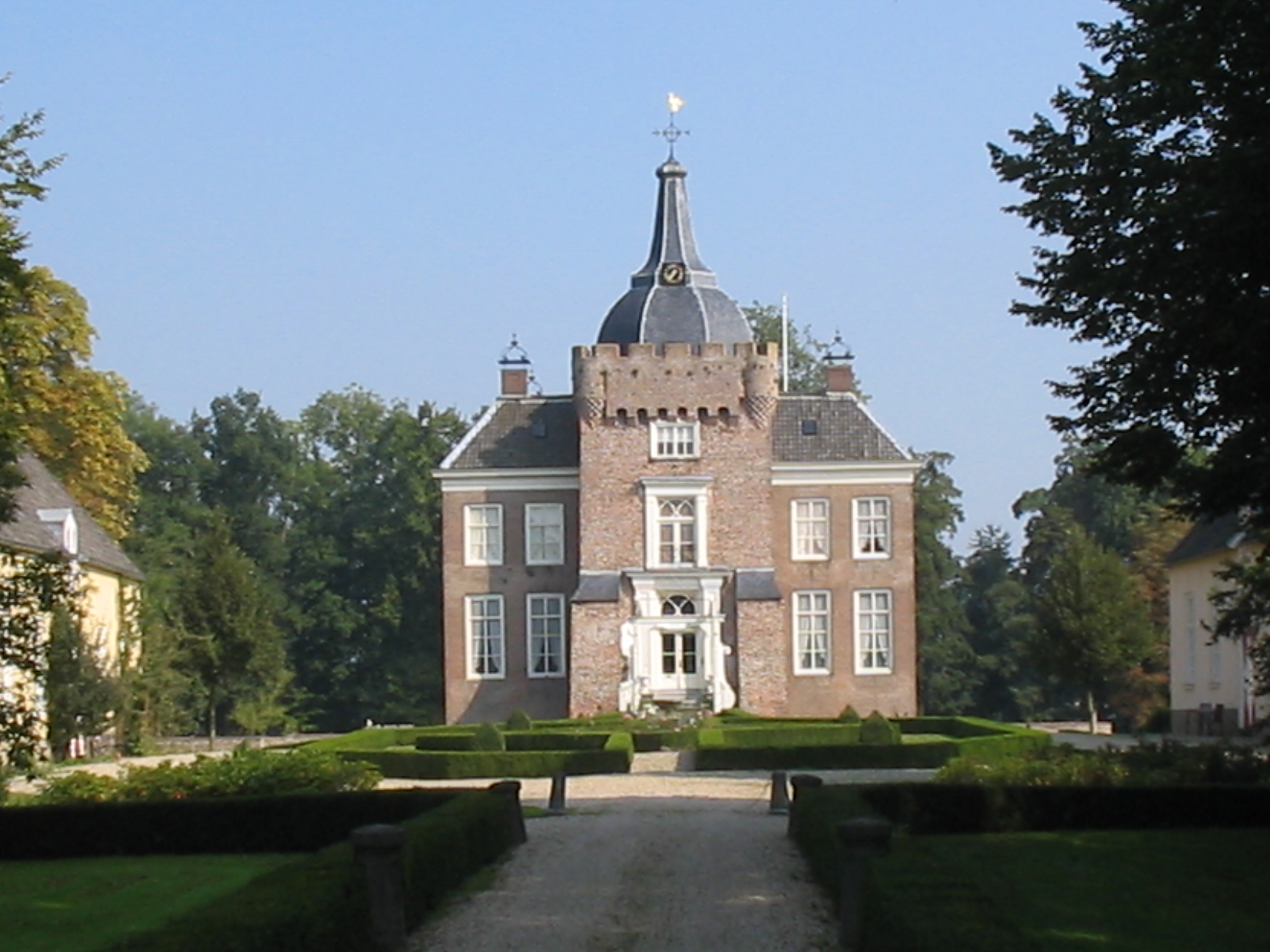
Vooraanzicht kasteel Heukelum

In 1814 en 1815 vonden voor leden van deze tak benoemingen in ridderschappen plaats waardoor zij met hun nageslacht tot de moderne Nederlandse adel gingen behoren. In 1819 volgde adeldom voor anderen, en verkregen allen de titel van baron(es). In de 18e en 19e eeuw verloor deze tak de bezittingen waaraan de naam werd ontleend. Door erfenis kwam in de 20e eeuw het kasteel Heukelum in dit geslacht, dat tot 1988 in zijn bezit bleef. Aanvankelijk leverde ook deze tak gewestelijke bestuurders, zowel in Gelderland als later in Utrecht. Maar vooral kwamen hier burgemeesters uit voort. Tot slot vertrok een zijtak naar de Verenigde Staten van Amerika om daar hoogleraarsposten te bekleden.

### Enkele telgen
Walraven Robbert van Heeckeren, heer van Barlham en Brandsenburg (1704-1758), in de Ridderschap en Staten van Zutphen, burgemeester van Groenlo en gedeputeerde der Staten Generaal, schout binnen en buiten Zutphen
- Jacob Christiaan Maria Everhard Albrecht van Heeckeren, heer van Barlham (1736-1780), in de Ridderschap en Staten van Zutphen, gedeputeerde der Staten Generaal, bewindhebber VOC
  - Walraven Robert Jacob Dirk baron van Heeckeren (1779-1837), page van prins Willem V, grietman van Ameland in de periode 1816-1837
    - Daniël Wigbold Crommelin baron van Heeckeren (1811-1888), grietman en burgemeester van Ameland in de periode 1837-1888
      - Sybrandus Obbo Jan Crommelin baron van Heeckeren (1850-1879), burgemeester
        - Mr. Daniël Wigbold baron van Heeckeren (1877-1937), werkzaam Ministerie van Buitenlandse Zaken, voorzitter Gemengde international scheidsgerechten te Londen
          - Anna Louisa barones van Heeckeren (1907-1991), kunstschilderes; trouwde in 1929 met Willem Anton Hendrik Cornelius (Pim) Boellaard (1903-2001), militair, politicus en verzetsman, lid van het geslacht Boellaard
          - Ir. Willem Jan baron van Heeckeren (1910-1987), leraar wiskunde te New York
            - Prof. Daniël Wigbold baron van Heeckeren BA, MD (1936-2020), hoogleraar thoraxchirurgie[8]
              - Prof. Willem Jan baron van Heeckeren (1965), hoogleraar moleculaire biologie

      - Daniël Jan Wigbold baron van Heeckeren (1857-1904), burgemeester van Schiermonnikoog, Ameland en Westdongeradeel
- Dirk Jan van Heeckeren, heer van Brandsenburg en Boelenstein (1742-1796), gedeputeerde der Staten Generaal, diplomaat, kamerheer van prins Willem V
  - Walraven Robbert baron van Heeckeren van Brandsenburg, heer van Brandsenburg en Boelenstein (1776-1845), burgemeester, lid Tweede Kamer; verkocht Brandsenburg en Boelenstein
    - Jeannette Augustine barones van Heeckeren van Brandsenburg (1807-1879); trouwde in 1840 met jhr. Willem Iman Cornelis Rammelman Elsevier (1810-1885), militair, archivaris van Leiden, lid van de Hoge Raad van Adel, lid van het geslacht Rammelman Elsevier

  - Willem Anthony Hendrik baron van Heeckeren van Brandsenburg (1779-1828), burgemeester van Utrecht, lid van Provinciale en Gedeputeerde Staten van Utrecht
    - François Henri Corneille baron van Heeckeren van Brandsenburg (1803-1869), lid van Provinciale Staten van Utrecht
      - Rudolph baron van Heeckeren van Brandsenburg (1834-1911)
        - Paul Antoine Guillaume van Heeckeren van Brandsenburg (1878-1959), burgemeester van Woudenberg; trouwde in 1907 met  Constantia Wilhelma barones van Boetzelaer, vrouwe van Heukelum (1884-1960), lid van het geslacht Van Boetzelaer
          - Rudolph Alexander baron van Heeckeren van Brandsenburg, heer van Heukelum (1909-1980), majoor marechaussee
            - Alexandra Adeline Constance barones van Heeckeren van Brandsenburg, vrouwe van Heukelum tot de verkoop in 1988 van rechten en kasteel (1949)

  - Frans Jan baron van Heeckeren van Brandsenburg (1784-1846), kunstschilder en kunstverzamelaar
  - Carel Hendrik August baron van Heeckeren van Brandsenburg (1787-1836), lid van Provinciale Staten van Utrecht
    - Paul Jacques baron van Heeckeren van Brandsenburg (1814-1879)
      - Dirk Jan baron van Heeckeren van Brandsenburg (1842-1919), burgemeester en secretaris van Hooge en Lage Zwaluwe
        - Davida Johanna barones van Heeckeren van Brandsenburg (1880-1945), letterkundige

    - Johanna Maria Anna Petronella barones van Heeckeren van Brandsenburg (1816-1853); trouwde in 1843 met jhr. Dirk Bas Backer (1816-1896), burgemeester van Apeldoorn, lid van Provinciale en Gedeputeerde Staten van Gelderland

## Wapen
In goud een rood kruis. Een aanziende gouden helm; dekkleden goud gevoerd van rood; helmteken een gouden hoed met opgeslagen rode rand, waarop twee struisveren, rood en goud; schildhouders: twee omziende gouden griffioenen met gesloten, naar boven gerichte vlucht, de staart tussen de achterpoten doorgeslagen en rood getongd, de staart en de tong pijlpuntig; het geheel geplaatst op een rose arabesk.